# Marimatha tripuncta
Marimatha tripuncta là một loài bướm đêm thuộc họ Noctuidae. Nó được tìm thấy ở vùng Caribe và miền nam Florida.
Con trưởng thành bay từ cuối tháng 4 đến giữa tháng 10.